# Kompańjon Kijów
Kompańjon Kijów (ukr. Хокейний клуб Компаньйон Київ) – ukraiński klub hokejowy z siedzibą w Kijowie.

## Historia

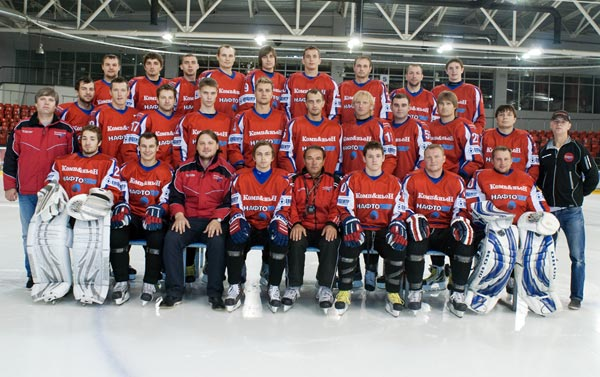
Drużyna w 2013

Klub został założony jako Kompańjon. Nosił także nazwę Kompańjon-UPB Kijów.
W latach 1995–2011 klub brał udział w rozgrywkach ukraińskiej Wyższej Ligi, którą w 2011 zastąpiła Profesionalna Chokejna Liha.
Od 2011 klub występował pod nazwą Kompańjon-Naftohaz Kijów. Głównym sponsorem klubu został Naftohaz Ukrainy.
Z uwagi na sytuację polityczną na Ukrainę w październiku 2014 drużyna Kompańjonu została wycofana z uczestnictwa w Pucharze Kontynentalnym edycji 2014/2015.
Przez trzy sezony do 2014 trenerem zespołu był Aleksandr Sieukand, który w lipcu 2015 został ponownie szkoleniowcem. 9 września 2015 klub został przyjęty do sezonu mistrzostw Ukrainy 2015/2016. Wówczas przyjęto nazwę zespołu Kryżynka-Kompańjon. Asystentem głównego trenera był Jewhen Alipow.

## Sukcesy
- Brązowy medal mistrzostw Ukrainy: 2007, 2008, 2011
- Srebrny medal mistrzostw Ukrainy: 2013
- 'Złoty medal mistrzostw Ukrainy: 2014